# Hans Conzett (Politiker, 1915)
Hans Conzett (* 27. Juli 1915 in Zürich; † 20. März 1996 ebenda) war ein Schweizer Politiker und Präsident der Bauern-, Gewerbe- und Bürgerpartei sowie der daraus hervorgehenden Schweizerischen Volkspartei. Ausserdem war er Verleger und setzte sich für UNICEF ein.

## Biografie

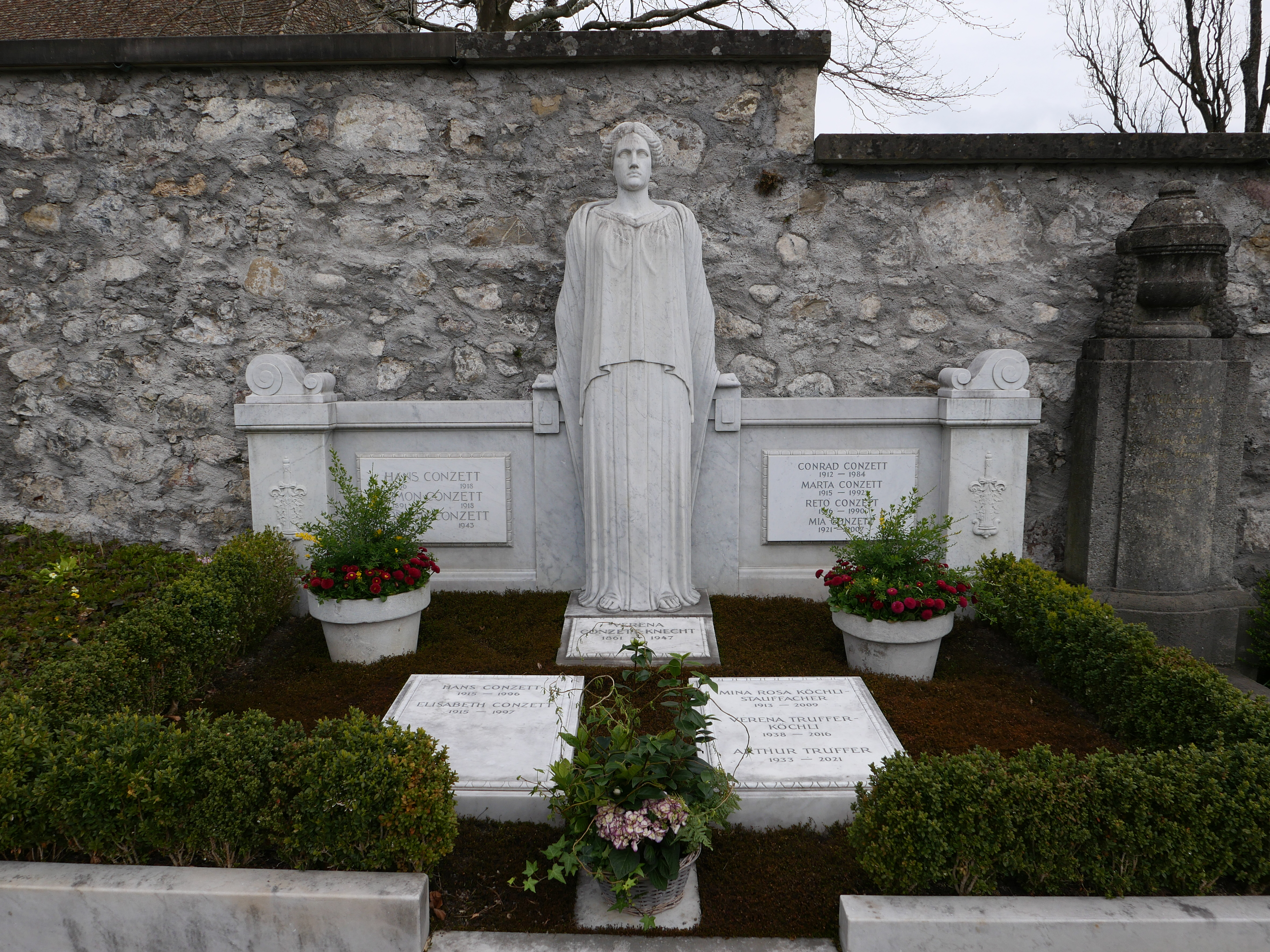
Das Familiengrab, in dem neben Hans u. a. auch seine Grossmutter und sein Vater bestattet sind, auf dem Friedhof von Kilchberg ZH.

Hans Conzett war Sohn des SP-Nationalrats Hans Conzett und Enkel von Verena Conzett-Knecht. Er studierte von 1935 bis 1941 Rechtswissenschaften an der Universität Zürich und erlangte 1944 das Doktorat. Conzett war in der Druckerei Conzett & Huber tätig, in der sein 1918 verstorbener Vater einst Teilhaber war und welche von seiner Grossmutter mit ihrem Anwalt Emil Huber nach dem Tod des Grossvaters seit 1898 geführt wurde. Als Verleger war er Förderer der Zeitschrift du und Begründer der Manesse Bibliothek der Weltliteratur. Daneben engagierte er sich für den UNICEF und baute 1959 auf Anfrage von Max Petitpierre ein Schweizer Komitee auf, dem er bis 1988 als Präsident vorstand. 1964 schlug das Schweizer Parlament auf Anraten Conzetts den UNICEF erfolgreich für den Friedensnobelpreis vor. 1975/76 präsidierte er den UNICEF-Verwaltungsrat, in dem er bis 1988 tätig war.
In seiner politischen Tätigkeit sass Conzett als Mitglied der BGB von 1951 bis zu seinem Rücktritt im Jahr 1971 im Nationalrat. Er präsidierte dort die Petitionskommission und die Kommission für auswärtige Angelegenheiten, sowie von 1967 bis 1968 den Nationalrat.
Als Parteipolitiker präsidierte er von 1965 bis 1971 die BGB. Er trat für eine Vereinigung der Bündner und Glarner Demokraten mit der BGB ein und war dann bis 1976 erster Präsident der daraus hervorgehenden Schweizerischen Volkspartei.
Wegen seines Einsatzes zur Erhaltung des Stockalperschlosses wurde Conzett 1961 mit dem Ehrenbürgerrecht der Stadt Brig ausgezeichnet.

## Belege
- Markus Bürgi: Conzett, Hans. In: Historisches Lexikon der Schweiz.
- Elsbeth Müller: Porträt Dr. Hans Conzett: Ehrlichkeit als Arbeitsethos (PDF; 739 kB) im Magazin der UNICEF Schweiz, 4/1999

| Personendaten    | Personendaten                                     |
| ---------------- | ------------------------------------------------- |
| NAME             | Conzett, Hans                                     |
| KURZBESCHREIBUNG | Schweizer Politiker, Verleger und UNICEF-Mitglied |
| GEBURTSDATUM     | 27. Juli 1915                                     |
| GEBURTSORT       | Zürich                                            |
| STERBEDATUM      | 20. März 1996                                     |
| STERBEORT        | Zürich                                            |